# Taiskirchen im Innkreis
Taiskirchen im Innkreis (Bairisch „Tåskira“) ist eine Marktgemeinde in Oberösterreich im Bezirk Ried im Innkreis im Innviertel mit 2414 Einwohnern (Stand 1. Jänner 2024). Die Gemeinde liegt im Gerichtsbezirk Ried im Innkreis.

## Geografie
Taiskirchen im Innkreis liegt etwa 55 km westlich von Linz. Die Ausdehnung beträgt von Nord nach Süd 7,7 km, von West nach Ost 7,6 km. Von der Gemeindefläche sind 13,7 % bewaldet, 79,4 % landwirtschaftlich genutzt.

### Gemeindegliederung
Das Gemeindegebiet umfasst folgende Ortschaften (in Klammern Einwohnerzahl Stand 1. Jänner 2024):
- Aichet (25) samt Großwimm
- Altmannsdorf (92) samt Maisling
- Arling (43) samt Gferat
- Baumgarten (20) samt Kamplern und Spader
- Brandstätten (32)
- Breitenried (369) samt Hörmansedt
- Bruckleiten (38)
- Edtleiten (43)
- Ellerbach bei Taiskirchen im Innkreis (41)
- Flohleiten (81) samt Kaserfeld und Unlusten
- Gansing (27)
- Gotthalmsedt (25)
- Günzing (31)
- Helfingsdorf (69) samt Aspach, Edt und Kirchbach
- Hohenerlach (50)
- Jebing (30)
- Jedretsberg (21) samt Kleinreinthal
- Kainzing (55) samt Radling
- Kleingaisbach (72) samt Edt
- Kühdobl[2] (46)
- Lacken (38) samt Rotten und Vicht
- Lindet (22)
- Petersham (14)
- Schatzdorf (4)
- Sittling (9)
- Taiskirchen im Innkreis (787)
- Tiefenbach (51)
- Unterbreitenried (48)
- Wiesenberg (62) samt Gebetsedt und Hocheben
- Wietraun (19)
- Wohleiten (80)
- Wolfsedt (16)
- Zahra (54) samt Bern

Die Katastralgemeinden sind:
- Taiskirchen (46159)
- Arling (46102)
- Brandstätten (46105)
- Breitenried (46106)
- Jederetsberg (46126)
- Kleingaisbach (46130)
- Untertiefenbach (46163)
- Unterwietraun (46164)
- Wiesenberg (46170)

### Nachbargemeinden
Die Nachbargemeinden sind:
| Lambrechten            | Zell an der Pram (SD)                       | Riedau (SD)           |
| Utzenaich Andrichsfurt | Kompassrose, die auf Nachbargemeinden zeigt | Dorf an der Pram (SD) |
| Peterskirchen          | Pram (GR)                                   |                       |

## Geschichte
Seit Gründung des Herzogtums Bayern war der Ort bis 1779 bayrisch und kam nach dem Frieden von Teschen mit dem Innviertel (damals Innbaiern) zu Österreich. Während der Napoleonischen Kriege wieder kurz königlich bayrisch, gehört er seit 1814 endgültig zu Österreich ob der Enns.
Nach dem Anschluss Österreichs an das Deutsche Reich am 13. März 1938 gehörte der Ort zum Gau Oberdonau. Nach 1945 erfolgte die Wiederherstellung Oberösterreichs.
Im Jahr 1990 wurde Taiskirchen im Innkreis zur Marktgemeinde erhoben.

### Einwohnerentwicklung
1991 hatte die Gemeinde laut Volkszählung 2.356 Einwohner. Wegen einer stark positiven Geburtenbilanz nahm die Bevölkerungszahl trotz negativer Wanderungsbilanz bis 2001 auf 2.406 Einwohner zu. Im nächsten Jahrzehnt stieg die Einwohnerzahl weiter auf 2.442 Personen im Jahr 2011.

## Kultur und Sehenswürdigkeiten

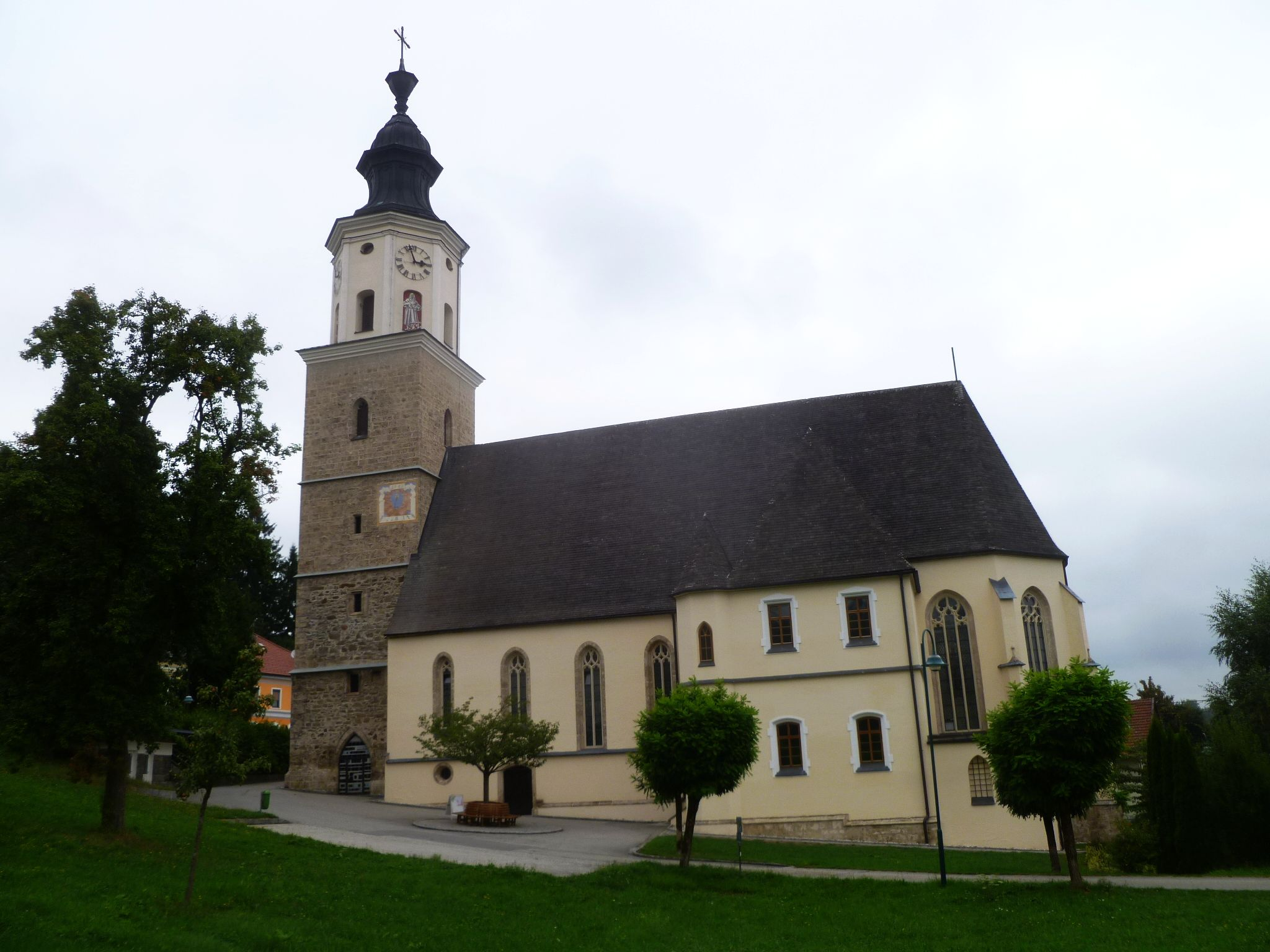
Pfarrkirche Taiskirchen im Innkreis

- Katholische Pfarrkirche Taiskirchen im Innkreis Hll. Simon und Judas

### Musik
Die Marktmusikkapelle aus Taiskirchen im Innkreis wurde 1849 mit einer Stärke von 14 Mann von Joseph Gramberger gegründet. 1999 ist sie in die neu errichtete Landesmusikschule Taiskirchen übersiedelt.

## Wirtschaft und Infrastruktur

### Stausee Taiskirchen

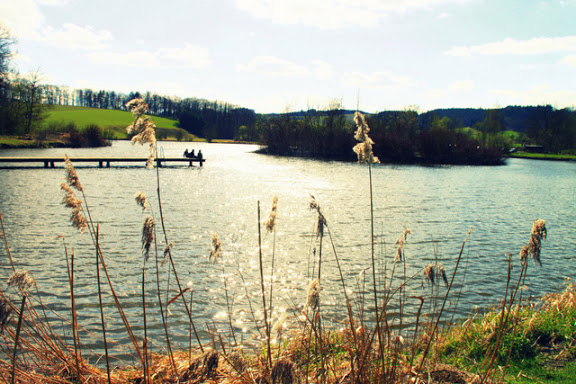
Der Stausee Taiskirchen im Frühling

Das Rückhaltebecken Pramtal – wie der Stausee offiziell genannt wird – wurde zwischen 1978 und 1980 auf den Gemeindegrenzen von Taiskirchen im Innkreis, Pram und Dorf an der Pram errichtet. Der Stausee befindet sich somit auf den Bezirksgrenzen der Bezirke Ried im Innkreis, Schärding und Grieskirchen. Das Rückhaltebecken hat eine Grundwasserfläche von 6 ha. Das Wasser der Badestellen entspricht bedingt den Anforderungen an ein Badewasser gemäß Bäderhygieneverordnung. Das Zelten und Grillen an den vorgegebenen Plätzen ist kostenlos.

### Verkehr
- Rad: Direkt im Ort befindet sich der Ausgangspunkt des Taiskirchnerrad- und Wanderweges. Der als besonders familienfreundlich bekannte Radwanderweg führt durch die hügelige Landschaft des mittleren Innviertels und wird gerne von Touristen genutzt.

### Veranstaltungen
Taiskirchen ist eine sehr lebendige Gemeinde mit etlichen Freizeitangeboten.
Durch das funktionierende Vereinswesen sind Feste entstanden, die weit über die Bezirksgrenzen bekannt sind:
Die bekanntesten Feste sind:
- Seefest (Fronleichnam)
- Free Tree Open Air (meist im August)

Jedes Jahr wird am Sportplatz ein Fußballhobbyturnier veranstaltet.
Dabei spielen meistens 10 Mannschaften, mit je 6 Spielern.

2007 konnte sich die Mannschaft Wiats an Riad durchsetzen und im Finale die Mannschaft Team 7 5:0 schlagen.
Im Winter öffnet der Schlepplift am Kinzenberg.

## Politik

### Gemeinderat
Der Gemeinderat hat 25 Mitglieder.

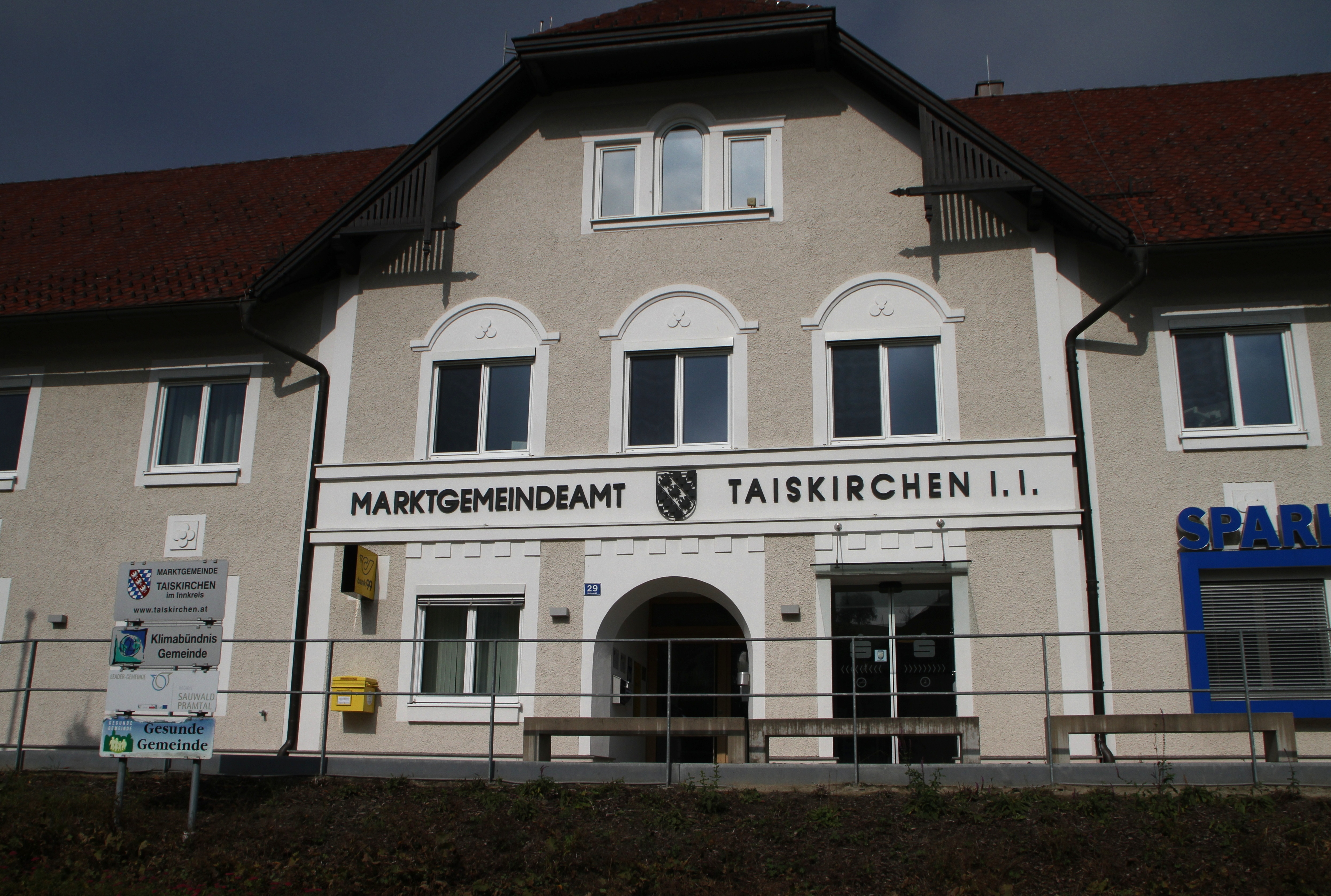
Marktgemeindeamt Taiskirchen im Innkreis

- Mit den Gemeinderats- und Bürgermeisterwahlen in Oberösterreich 2003 hatte der Gemeinderat folgende Verteilung: 16 ÖVP, 7 SPÖ und 2 FPÖ.
- Mit den Gemeinderats- und Bürgermeisterwahlen in Oberösterreich 2009 hatte der Gemeinderat folgende Verteilung: 17 ÖVP, 4 SPÖ und 4 FPÖ.
- Mit den Gemeinderats- und Bürgermeisterwahlen in Oberösterreich 2015 hatte der Gemeinderat folgende Verteilung: 15 ÖVP, 5 FPÖ, 3 SPÖ und 2 GRÜNE.
- Mit den Gemeinderats- und Bürgermeisterwahlen in Oberösterreich 2021 hat der Gemeinderat folgende Verteilung: 14 ÖVP, 6 FPÖ, 3 GRÜNE und 2 SPÖ.[5][6]

### Bürgermeister
- seit 2002: Johann Weirathmüller (ÖVP)[7]

### Wappen
Blasonierung: Von Silber und Blau schräglinks gerautet; belegt mit einem roten Schrägbalken mit drei silbernen, an den Fängen gestümmelten Adlern. Die Gemeindefarben sind Rot-Weiß-Blau.
Taiskirchen führt seit 1978 das Gemeindewappen. Es sind das Wappen von Bayern (blau – weiß) als auch das Wappen von Lothringen (Alérion genanntes Banner mit Adler) vereinigt. Das zeugt davon, dass das Innviertel und somit auch Taiskirchen bis zum Frieden von Teschen 1779, bzw. bis 1816 dem Vertrag von München, mit dem die Grenzverhältnisse festgelegt worden sind, bayrisch war.

## Persönlichkeiten
- Makarius Falter (1762–1843), Klavierlehrer und Musikverleger
- Georg Lindinger (1816–1880), Landwirt, Brauereibesitzer und Reichstagsabgeordneter; von 1850 bis 1858 Bürgermeister von Taiskirchen
- Hans Winter (1850–1937), Arzt und Politiker, Mitglied des Abgeordnetenhauses 1901–1911[8]
- Alfred Webinger (1885–1956), Gymnasiallehrer und Volkskundler
- Karl Schuster (1887–1970), Schmiedemeister, Abgeordneter zum Landtag und Mitglied des Bundesrates
- Erwin Machtlinger (* 1965), Motocrossfahrer, 19-facher österreichischer Staatsmeister (Motocross)
- Wolfgang Gaisböck (* 1972), Musiker
- Ina Huemer (* 1998), Leichtathletin, 2-fache österreichische Staatsmeisterin (100-Meter- und 200-Meter-Sprint)

## Trivia
Im Dezember 1936 wurde die Bäuerin Karolina Einböck aus Sittling durch ihren Ehemann Anton ermordet, anschließend legte er zur Vertuschung der Tat Feuer auf seinem Hof. Nach der Verhaftung Einböcks durch Beamte des Polizeipostens Taiskirchen konnte er während eines Lokalaugenscheins fliehen, wurde aber bald wieder aufgegriffen. Für seine Tat wurde Einböck am 20. Juli 1937 in Ried durch ein Schwurgericht unter Vorsitz von Kreisgerichtspräsident Hagen zum „Tod durch den Strang“ verurteilt und nach Bestätigung des Urteils schließlich am 13. Oktober 1937 durch den Scharfrichter Johann Lang in Ried hingerichtet.